# Blooddrunk
„Blooddrunk“ је шести студијски албум финске мелодичне дет метал групе Чилдрен ов Бодом. Албум је објављен у Финској 7. априла 2008, а у остатку света 15. априла 2008, а издавач је Спајнфарм Рекордс. 

## Информације о албуму
Алекси Лајхо је изјавио да се осећао врло агресивно док је писао песме и да ће оне бити бржа и више налик треш металу, него песме на прошлом албуму „Are You Dead Yet?“. Такође је изјавио да ће неки делови албума бити више прогресивнији. Стихови ће обрађивати исту тему као и на прошлом албуму.
Први сингл је била насловна песма, која је објављена у Финској 27. фебруара 2008, а укључивао је и обраду „Lookin' Out My Back Door“ на б-страни. Спотови за песме „Blooddrunk“ и „Hellhounds on My Trail“ су снимљени у Берлину децембра 2007.

## Списак песама
-{
1. Hellhounds on My Trail – 3:58
2. Blooddrunk – 4:05
3. LoBodomy – 4:24
4. One Day You Will Cry – 4:05
5. Smile Pretty for the Devil – 3:54
6. Tie My Rope– 4:14
7. Done with Everything, Die for Nothing – 3:29
8. Banned from Heaven – 5:05
9. Roadkill Morning – 3:32}-